# Leonhard Lehmann
Leonhard Lehmann OFMCap (* 1947 in Zell am Harmersbach) ist ein deutscher Theologe.

## Leben
Leonhard Lehmann war das sechste Kind einer Kleinbauernfamilie. Nach der Volksschule besuchte er das Altsprachliche Gymnasium in Bensheim und wohnte dabei im Internat der Kapuziner. Nach dem Abitur trat er als Novize in den Kapuzinerorden ein und studierte in Münster und Tübingen Philosophie und Theologie. Die Priesterweihe empfing er am 1. Mai 1973 von Weihbischof Oskar Saier in der Wallfahrtskirche Maria zu den Ketten in Zell, dann war er drei Jahre Kaplan in Oberhausen-Sterkrade. 1982 wurde Leonhard Lehmann zum Doktor der Theologie promoviert und für das Weiterstudium in Rom an der Päpstlichen Universität Antonianum der Franziskaner und Kapuziner in Rom freigestellt. Danach wirkte er als Dozent an der Philosophisch-Theologischen Hochschule (PTH) Münster. 1989 erhielt er am Antonianum in Rom einen Lehrstuhl für die Schriften von Franziskus und Klara und lehrt als Professor für Ordensgeschichte und Spiritualität an der PTH Münster.

## Schriften (Auswahl)
- Crispin von Viterbo. Ein neuer Heiliger (= Aktuelle Schriften). Johannes-Verlag, Leutesdorf 1982, ISBN 3-7794-0856-2.
- Tiefe und Weite. Die universale Grundzug in den Gebeten des Franziskus von Assisi (= Franziskanische Forschungen. Band 29). Dietrich-Coelde-Verlag, Werl 1984, ISBN 3-87163-145-0 (zugleich Dissertation, Rom 1982).
- mit Benedicta Beha: Dein Reich komme. Das Vaterunser mit Franziskus von Assisi. Buchverl. Bruder Franz, Großkrotzenburg 1986, ISBN 3-924596-05-0.
  - als Ladislav Šimek (Übersetzer) mit Benedicta Beha: Príd' tvoje král'ovstvo. Otčenáš s Františkom z Assisi. Vydavat. Serafín, Bratislava 1996, ISBN  80-85310-66-X.
- Franziskus – Meister des Gebets. Kommentar zu den Gebeten des heiligen Franz von Assisi (= Bücher franziskanischer Geistigkeit. Band 32). Dietrich-Coelde-Verlag, Werl 1989, ISBN 978-3-87163-176-4.
  - Francesco – maestro di preghiera (= Bibliotheca ascetico-mystica. Band 5). Istituto Storico dei Cappuccini, Rom 1993, OCLC 33312294.
  - als Juvenál Antonín Valíček (Übersetzer): František – mistr a učitel modlitby. Karmelitánské Nakladat, Kostelní Vydří 1998, ISBN 80-7192-358-3.
  - als Simón Zuska y Rubén Camps (Übersetzer): Francisco – maestro de oración (= Colección Hermano Francisco. Band 36). Ed. Franciscana Arantzazu, Oñati 1998, ISBN 84-7240-161-8.
  - als Paulinus van Halderen (Übersetzer): Francis, master of prayer. Media House, Delhi 1999, ISBN 81-7495-063-X.
  - als Anatol Kafel (Übersetzer): Św. Franciszek - mistrz modlitwy. Komentarz do modlitw Św. Franciszka z Asyżu. Głos Ojca Pio, Kraków 2003, ISBN 83-915600-5-8.
- Klara von Assisi. Eine neue Lebensform  (= Hochschulschriften. Band 1). Dietrich-Coelde-Verlag, Werl 1993, ISBN 3-87163-194-9.
- Franz von Assisi. Wenn Leben Beten wird (= Bücher franziskanischer Geistigkeit. Band 34). Dietrich-Coelde-Verlag, Werl 1998, ISBN 3-87163-232-5.
  - Frans af Assisi. Et liv der blev til bøn (= Kristen spiritualitet. NS. Band 4). Steno-Forl., København 2004, ISBN 87-90658-09-4.
- als Herausgeber: Das Testament eines Armen. Die Schriften des Franz von Assisi (= Franziskanische Impulse. Band 1). Dietrich-Coelde-Verlag, Werl 1999, ISBN 3-87163-244-9.
- als Herausgeber: Franziskus-Gebete. Butzon und Bercker, Kevelaer 2003, ISBN 3-7666-2099-1.
- als Herausgeber: Das Erbe eines Armen. Franziskus-Schriften (= Topos-plus-Taschenbücher. Band 464). Butzon und Bercker, Kevelaer 2003, ISBN 3-7867-8464-7.
  - als Herausgeber: Das Erbe eines Armen. Franziskus-Schriften (= Topos-plus-Taschenbücher. Band 464). 2. Auflage, Butzon und Bercker, Kevelaer 2013, ISBN 978-3-8367-0464-9.
- Franziskus – Meister des Gebets. Eine Einführung (= Topos-plus-Taschenbücher. Band 599). Butzon und Bercker, Kevelaer 2007, ISBN 3-7867-8599-6.
- als Herausgeber: Franziskus-Gebete (= Topos-Taschenbücher . Band 751). Butzon und Bercker, Kevelaer 2011, ISBN 978-3-8367-0751-0.